# American Aristocracy
American Aristocracy er en amerikansk stumfilm fra 1916 af Lloyd Ingraham.

## Medvirkende
- Douglas Fairbanks som Cassius Lee.
- Jewel Carmen som Geraldine Hicks.
- C.A. de Lima som Leander Hicks.
- Albert Parker som Percy Horton.
- Artie Ortego som Delgado.